# Xã Asherville, Quận Mitchell, Kansas
Xã Asherville (tiếng Anh: Asherville Township) là một xã thuộc quận Mitchell, tiểu bang Kansas, Hoa Kỳ. Năm 2010, dân số của xã này là 97 người.